# 1082 (numero)
Milleottantadue (1082) è il numero naturale dopo il 1081 e prima del 1083.

## Proprietà matematiche
- È un numero pari.
- È un numero composto da 4 divisori: 1, 2, 541, 1082. Poiché la somma dei suoi divisori (escluso il numero stesso) è 544 < 1082, è un numero difettivo.
- È un numero semiprimo.
- È esprimibile in un solo modo come somma di quadrati: 1082 = 961 + 121 = 312 + 112.
- È un numero poligonale centrale.
- È un numero odioso.
- È parte delle terne pitagoriche (682, 840, 1082), (1082, 292680, 292682).

## Astronomia
- 1082 Pirola è un asteroide della fascia principale del sistema solare.
- NGC 1082-1 è una galassia nella costellazione di Eridano.
- IC 1082 è una galassia nella costellazione della Vergine.

## Astronautica
- Cosmos 1082 è un satellite artificiale russo.